# Mistrzostwa Europy w Pływaniu 1958
9. Mistrzostwa Europy w Pływaniu odbyły się w dniach 31 sierpnia–6 września 1958 roku w Budapeszcie, pod patronatem Europejskiej Federacji Pływackiej (LEN – Ligue Européenne de Natation). Oprócz zawodów pływackich na basenie 50-metrowym zawodnicy rywalizowali także w skokach do wody.

## Mężczyźni

### 100 m stylem dowolnym mężczyzn
| Miejsce | Zawodnik       | Narodowość | Czas |
| ------- | -------------- | ---------- | ---- |
|         | Paolo Pucci    | Włochy     | 56,3 |
|         | Wiktor Polewoj | ZSRR       | 56,9 |
|         | Gyula Dobai    | Węgry      | 57,6 |

### 400 m stylem dowolnym mężczyzn
| Miejsce | Zawodnik       | Narodowość      | Czas   |
| ------- | -------------- | --------------- | ------ |
|         | Ian Black      | Wielka Brytania | 4:31,3 |
|         | Boris Nikitin  | ZSRR            | 4:36,2 |
|         | Paolo Galletti | Włochy          | 4:38,1 |

### 1500 m stylem dowolnym mężczyzn
| Miejsce | Zawodnik           | Narodowość      | Czas    |
| ------- | ------------------ | --------------- | ------- |
|         | Ian Black          | Wielka Brytania | 18:05,8 |
|         | József Katona      | Węgry           | 18:13,0 |
|         | Giennadij Androsow | ZSRR            | 18:30,2 |

### 100 m stylem grzbietowym mężczyzn
| Miejsce | Zawodnik          | Narodowość | Czas   |
| ------- | ----------------- | ---------- | ------ |
|         | Robert Christophe | Francja    | 1:03,1 |
|         | Leonid Barbier    | ZSRR       | 1:03,9 |
|         | Wolfgang Wagner   | NRD        | 1:05,5 |

### 200 m stylem klasycznym mężczyzn
| Miejsce | Zawodnik          | Narodowość | Czas   |
| ------- | ----------------- | ---------- | ------ |
|         | Leonid Kolesnikow | ZSRR       | 2:40,9 |
|         | Roberto Lazzari   | Włochy     | 2:42,5 |
|         | Klaus Bodinger    | RFN        | 2:43,4 |

### 200 m stylem motylkowym mężczyzn
| Miejsce | Zawodnik       | Narodowość      | Czas   |
| ------- | -------------- | --------------- | ------ |
|         | Ian Black      | Wielka Brytania | 2:21,9 |
|         | Pavel Pazdírek | Czechosłowacja  | 2:22,6 |
|         | Graham Symonds | Wielka Brytania | 2:25,8 |

### 4×200m stylem dowolnym mężczyzn
| Miejsce | Zawodnicy                                                            | Narodowość | Czas   |
| ------- | -------------------------------------------------------------------- | ---------- | ------ |
|         | Giennadij Nikołajew Władimir Strużanow Igor Łużkowskij Boris Nikitin | ZSRR       | 8:33,7 |
|         | Frederico Dennerlein Paolo Galletti Angelo Romani Paolo Pucci        | Włochy     | 8:41,2 |
|         | József Katona Imre Nyéki György Muller Gyula Dobai                   | Węgry      | 8:45,3 |

### 4×100m stylem zmiennym mężczyzn
| Miejsce | Zawodnicy                                                           | Narodowość | Czas   |
| ------- | ------------------------------------------------------------------- | ---------- | ------ |
|         | Leonid Barbier Władimir Minaczkin Witalij Czenienkow Wiktor Polewoj | ZSRR       | 4:16,5 |
|         | László Magyar György Kunsagi György Tumpek Gyula Dobai              | Węgry      | 4:20,4 |
|         | Gilberto Elsa Roberto Lazzari Frederico Dennerlein Paolo Rocco      | Włochy     | 4:21,9 |

### Skoki do wody

#### Skoki z trampoliny 3-metrowej mężczyzn
| Miejsce | Zawodnicy       | Narodowość | Punkty |
| ------- | --------------- | ---------- | ------ |
|         | László Ujvári   | Węgry      | 141,17 |
|         | Horst Rosenfeld | RFN        | 139,77 |
|         | Roman Brener    | ZSRR       | 139,39 |

#### Skoki z wieży 10-metrowej mężczyzn
| Miejsce | Zawodnik        | Narodowość      | Punkty |
| ------- | --------------- | --------------- | ------ |
|         | Brian Phelps    | Wielka Brytania | 143,74 |
|         | Michaił Chachba | ZSRR            | 136,87 |
|         | Jenö Marton     | Węgry           | 134,68 |

## Kobiety

### 100 m stylem dowolnym kobiet
| Miejsce | Zawodniczka      | Narodowość      | Czas   |
| ------- | ---------------- | --------------- | ------ |
|         | Kate Jobson      | Szwecja         | 1:04.7 |
|         | Cocky Gastelaars | Holandia        | 1:05:0 |
|         | Judy Grinham     | Wielka Brytania | 1:05:4 |

### 400 m stylem dowolnym kobiet
| Miejsce | Zawodniczka     | Narodowość      | Czas   |
| ------- | --------------- | --------------- | ------ |
|         | Jans Koster     | Holandia        | 5:02,6 |
|         | Corrie Schimmel | Holandia        | 5:02,6 |
|         | Nancy Rae       | Wielka Brytania | 5:07,7 |

### 100 m stylem grzbietowym kobiet
| Miejsce | Zawodniczka      | Narodowość      | Czas   |
| ------- | ---------------- | --------------- | ------ |
|         | Judy Grinham     | Wielka Brytania | 1:12,6 |
|         | Margaret Edwards | Wielka Brytania | 1:12,9 |
|         | Larisa Wiktorowa | ZSRR            | 1:13,9 |

### 200 m stylem klasycznym kobiet
| Miejsce | Zawodniczka       | Narodowość      | Czas   |
| ------- | ----------------- | --------------- | ------ |
|         | Ada den Haan      | Holandia        | 2:52,0 |
|         | Anita Lonsbrough  | Wielka Brytania | 2:53,5 |
|         | Wiltrud Urselmann | RFN             | 2:53,8 |

### 100 m stylem motylkowym kobiet
| Miejsce | Zawodniczka      | Narodowość     | Czas   |
| ------- | ---------------- | -------------- | ------ |
|         | Tineke Lagerberg | Holandia       | 1:11,9 |
|         | Aartje Voorbrij  | Holandia       | 1:12,2 |
|         | Marta Skupilová  | Czechosłowacja | 1:14,3 |

### 4×100m stylem dowolnym kobiet
| Miejsce | Zawodniczki                                                     | Narodowość      | Czas   |
| ------- | --------------------------------------------------------------- | --------------- | ------ |
|         | Corrie Schimmel Tineke Lagerberg Greetje Kraan Cocky Gastelaars | Holandia        | 4:22,9 |
|         | Judy Grinham Elspeth Ferguson Judith Samuel Diana Wilkinson     | Wielka Brytania | 4:24,2 |
|         | Birgitta Eriksson Karin Larsson Barbro Andersson Kate Jobson    | Szwecja         | 4:28,5 |

### 4×100m stylem zmiennym kobiet
| Miejsce | Zawodniczki                                                    | Narodowość      | Czas   |
| ------- | -------------------------------------------------------------- | --------------- | ------ |
|         | Lenie de Nijs Ada den Haan Aartje Voorbij Cocky Gastelaars     | Holandia        | 4:52,9 |
|         | Larisa Wiktorowa Eve Uusmees Galina Kamajewa Ulvi Voog         | ZSRR            | 4:54,2 |
|         | Judy Grinham Anita Lonsbrough Christine Gosden Diana Wilkinson | Wielka Brytania | 4:54,3 |

### Skoki do wody

#### Skoki z trampoliny 3-metrowej kobiet
| Miejsce | Zawodniczka      | Narodowość      | Punkty |
| ------- | ---------------- | --------------- | ------ |
|         | Ninel Krutowa    | ZSRR            | 124,22 |
|         | Charmian Welsh   | Wielka Brytania | 123,32 |
|         | Walentina Żedowa | ZSRR            | 122,75 |

#### Skoki z wieży 10-metrowej kobiet
| Miejsce | Zawodniczka       | Narodowość | Punkty |
| ------- | ----------------- | ---------- | ------ |
|         | Alda Karaskaité   | ZSRR       | 81,04  |
|         | Raisa Gorochowska | ZSRR       | 80,93  |
|         | Birte Hanson      | Szwecja    | 80,34  |

## Klasyfikacja medalowa
| Klasyfikacja medalowa |                 |   |   |   |     |
| Lp.                   | Państwo         | Z | S | B | R-m |
| 1                     | ZSRR            | 5 | 6 | 4 | 15  |
| 2                     | Wielka Brytania | 5 | 4 | 4 | 13  |
| 3                     | Holandia        | 5 | 3 | 1 | 9   |
| 4                     | Węgry           | 1 | 2 | 3 | 6   |
| 5                     | Włochy          | 1 | 2 | 2 | 5   |
| 6                     | Szwecja         | 1 | 0 | 2 | 3   |
| 7                     | Francja         | 1 | 0 | 0 | 1   |
| 8                     | RFN             | 0 | 1 | 2 | 3   |
| 9                     | Czechosłowacja  | 0 | 1 | 0 | 1   |
| 10                    | NRD             | 0 | 0 | 1 | 1   |